# Лео Рідель
Лео Рідель (нім. Leo Riedel; 8 червня 1884 — 1946) — німецький офіцер і чиновник, контрадмірал запасу крігсмаріне.

## Біографія
Учасник Першої світової війни. З 1 серпня 1933 по 8 травня 1945 року — імперський комісар морського управління Любека, одночасно з 1 серпня по 6 березня 1945 року — Ростока, з 1 травня 1936 по 8 травня 1945 року — Фленсбурга. 1 жовтня 1940 року переданий в розпорядження крігсмаріне, проте не отримав призначення.

## Нагороди
- Залізний хрест
  - 2-го класу (6 січня 1915)
  - 1-го класу (31 травня 1917)
- Хрест «За військові заслуги» (Мекленбург-Шверін)
  - 2-го класу (25 травня 1915)
  - 1-го класу (4 листопада 1916)
- Військовий Хрест Фрідріха-Августа (Ольденбург)
  - 2-го класу (1 лютого 1916)
  - 1-го класу (22 березня 1918)
- Ганзейський Хрест (Гамбург)
- Хрест «За вислугу років» (Пруссія) (25 років; 14 вересня 1920)
- Почесний хрест ветерана війни з мечами